# Packard Six
Pour les articles homonymes, voir Packard et Six (homonymie).
La Packard Six (Packard 6 cylindres, en anglais) est une voiture de luxe du constructeur automobile américain Packard (en activité de 1899 à 1958) déclinée en plusieurs générations entre 1912 et 1942, variante à moteur 6 cylindres en ligne des Packard Twin Six, Packard Eight, Packard Super Eight, Packard Twelve, et Packard Clipper.

## Historique

### Packard Dominant Six (1912-1915)
Packard commercialise ce premier modèle de voiture américaine de luxe 6 cylindres de la marque en 1912 (une des marques automobiles les plus chères de son temps) avec divers tailles de châssis, type de carrosseries, puissances de moteurs, et sous divers noms : « Packard Six », « Packard Dominant Six », « Packard Six-48 », « Packard 1248 », ou « Packard 48 »... La Packard Twin Six (moteur V12, Double Six, de 6,8 L) lui succède de 1916 à 1923. 

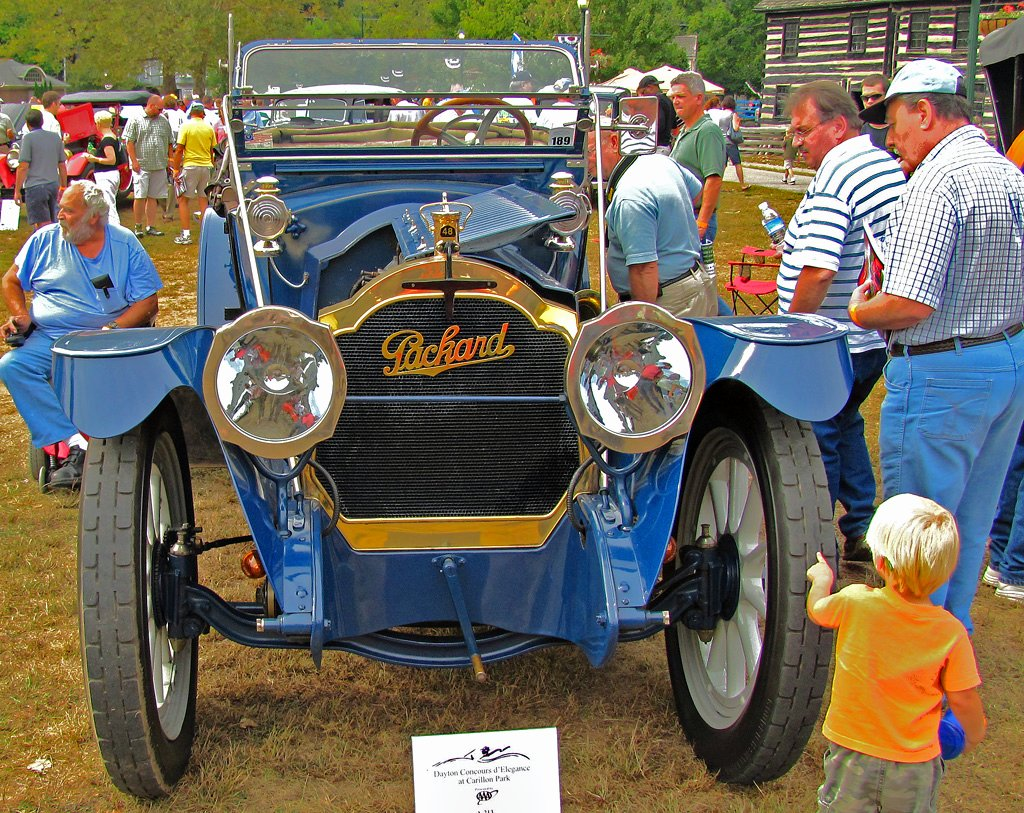
Packard Six 4-48 Runabout (1914)
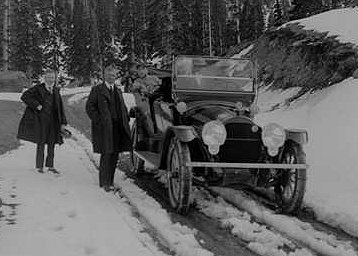
Packard Dominant Six cabriolet (1913)
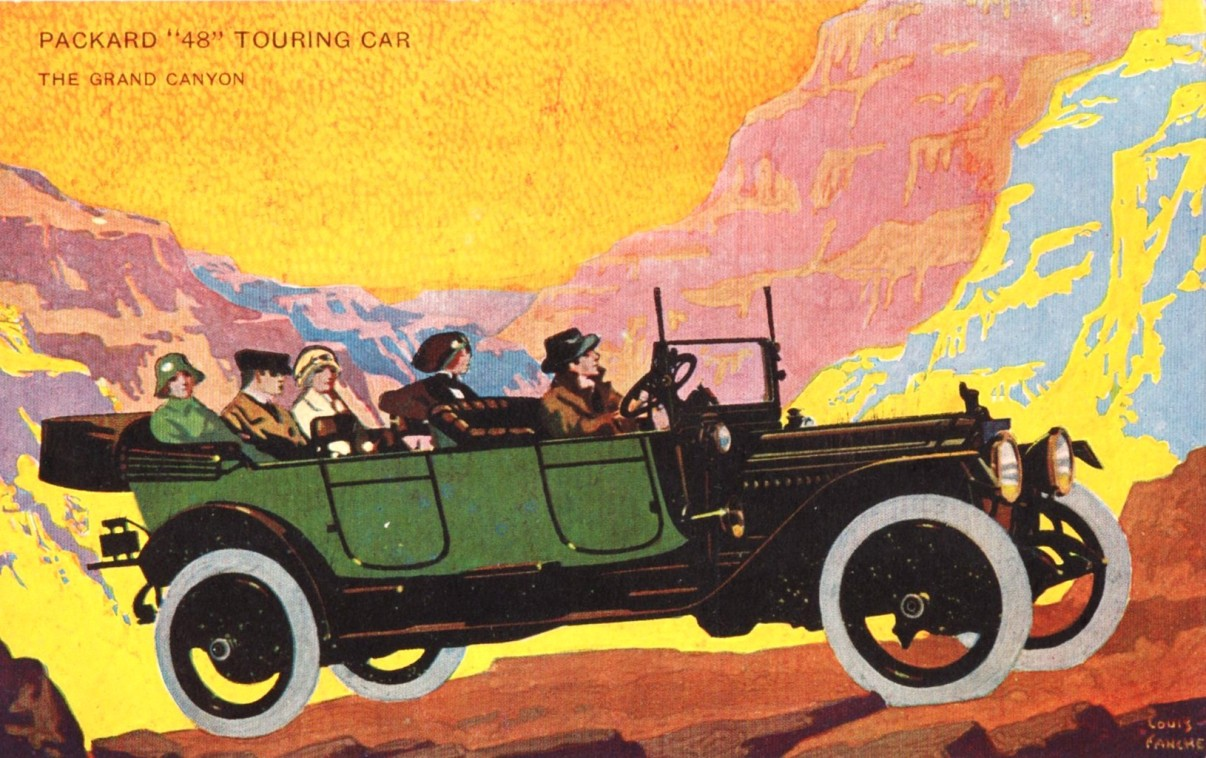
Packard Dominant Six 48 Touring (1914)

### Packard Single Six (1920-1928)
Ce modèle est présenté sous le nom de « Packard Single Six » avec une importante gamme de carrosseries (Berline, Sedan, Limousine, Touring, Coupé, Roadster, Sport, Truck...) et de puissance de moteur. Elle est dotée d'une boîte de vitesses manuelle à trois rapports partiellement synchronisée, avec freins mécaniques sur quatre roues. Le modèle est arrêté en 1929 après avoir été vendu à 107 443 exemplaires en 4 ans.

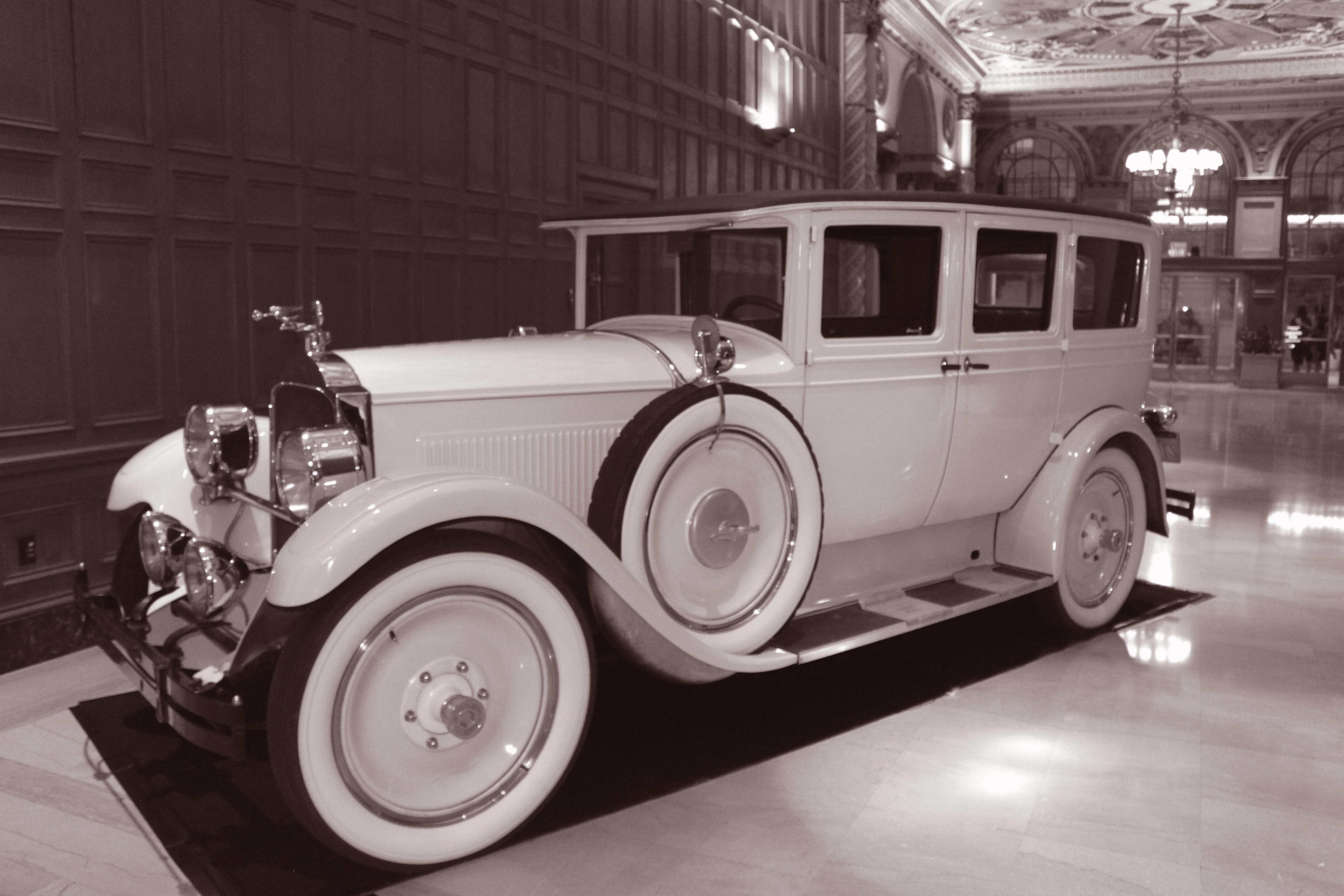
Packard Senior 426 Touring Sedan (1927)
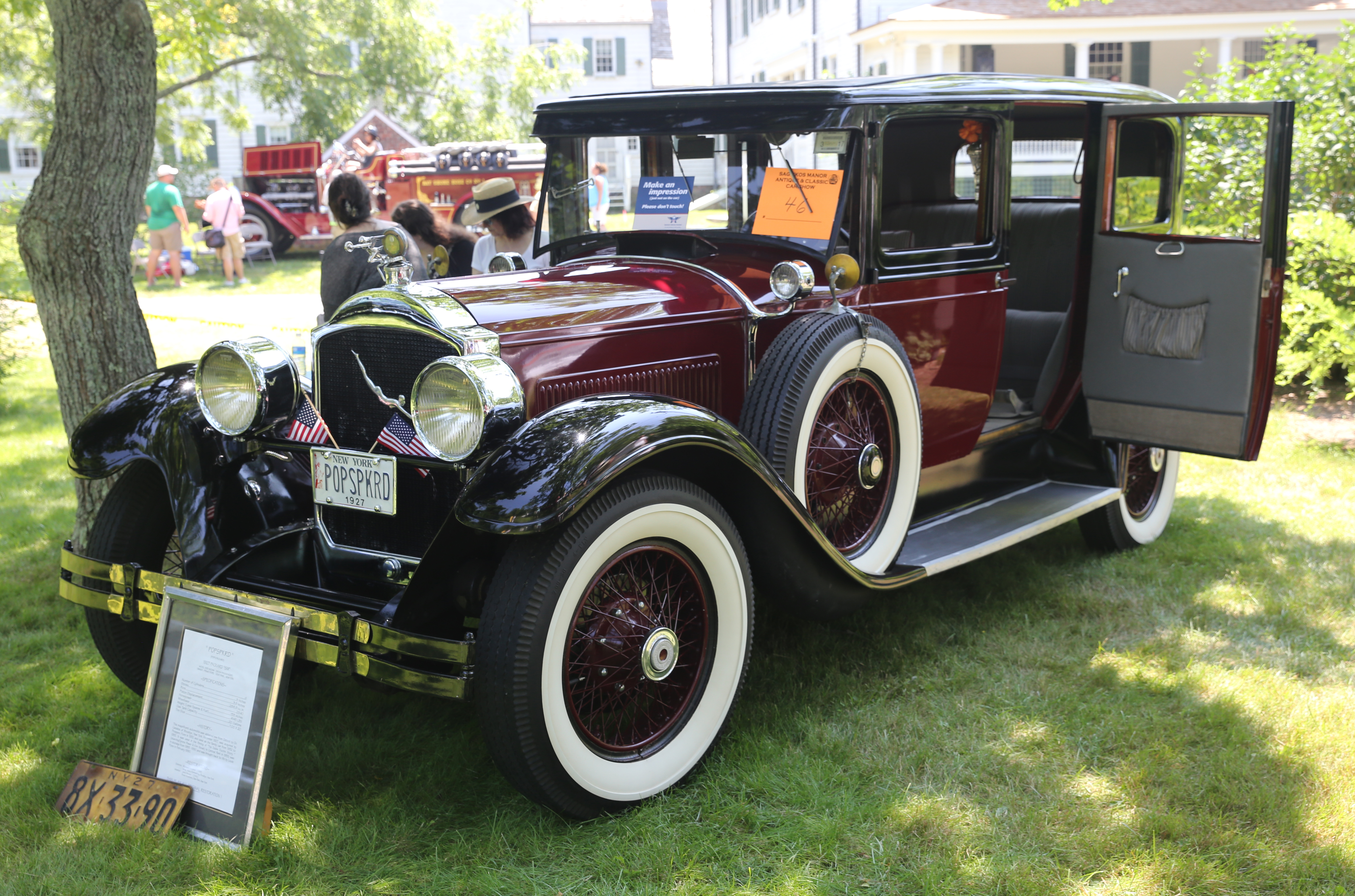
Packard Six 533 Sedan (1927)
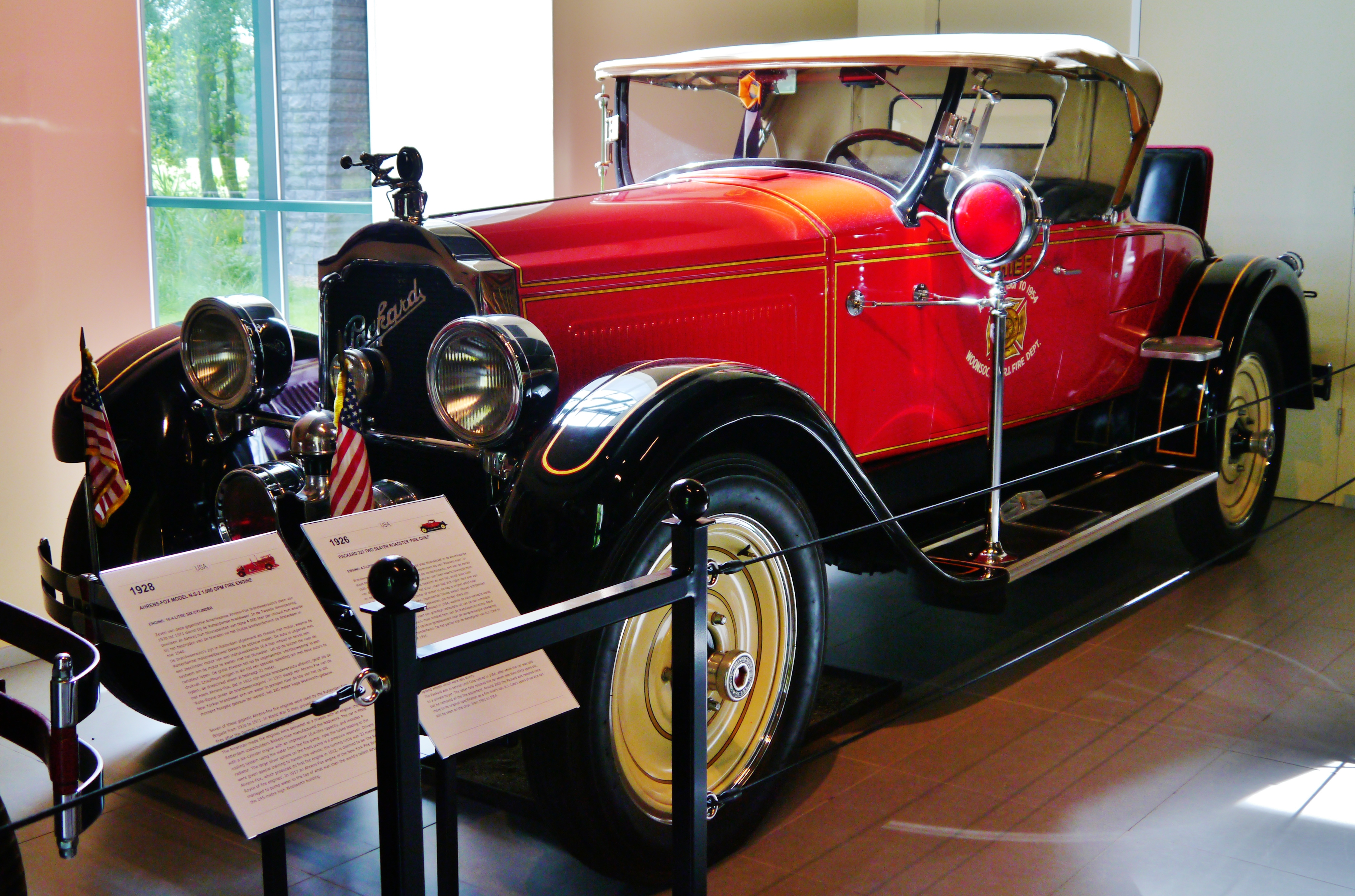
Packard Six 223 Roadster (1926)
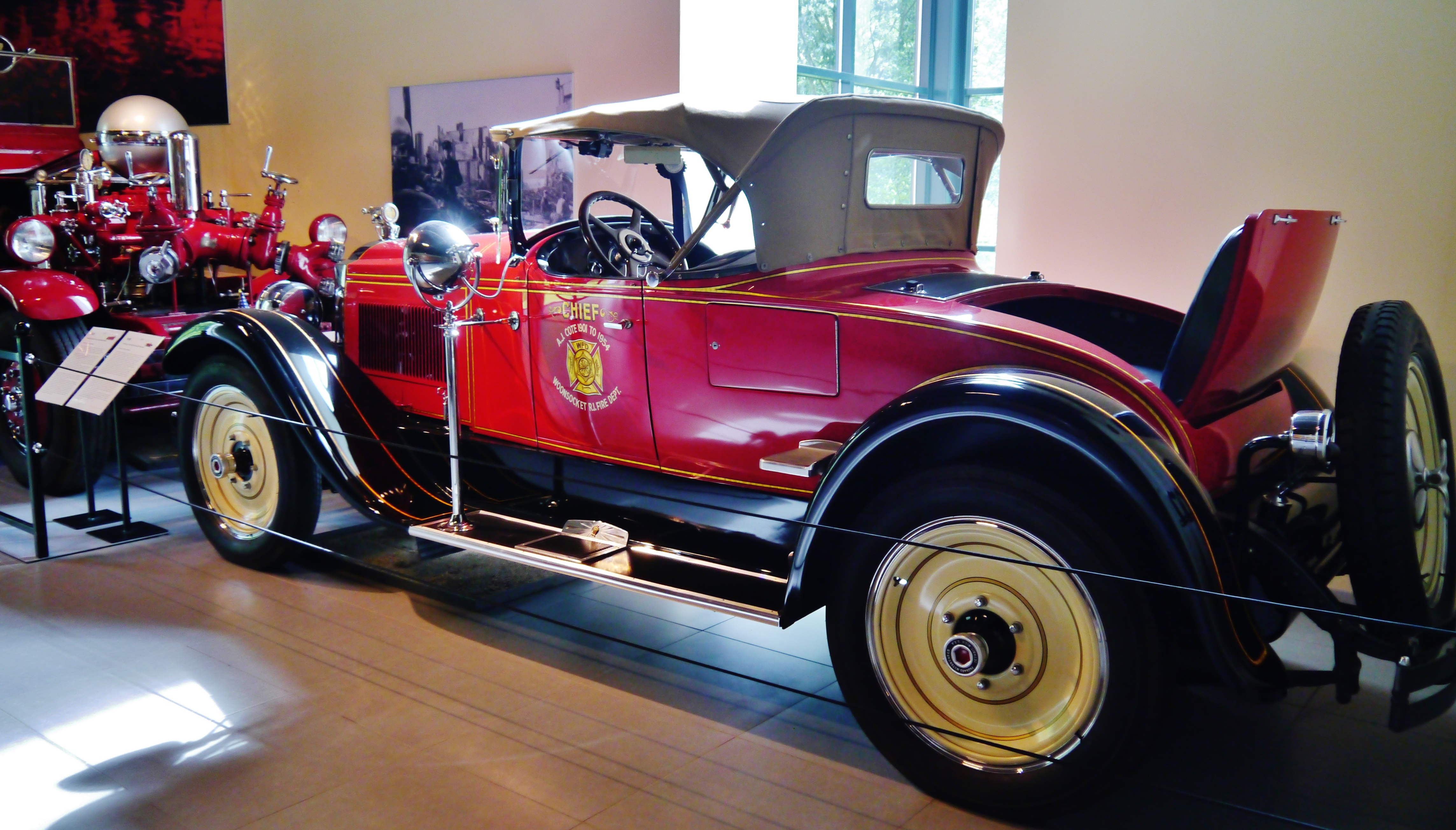
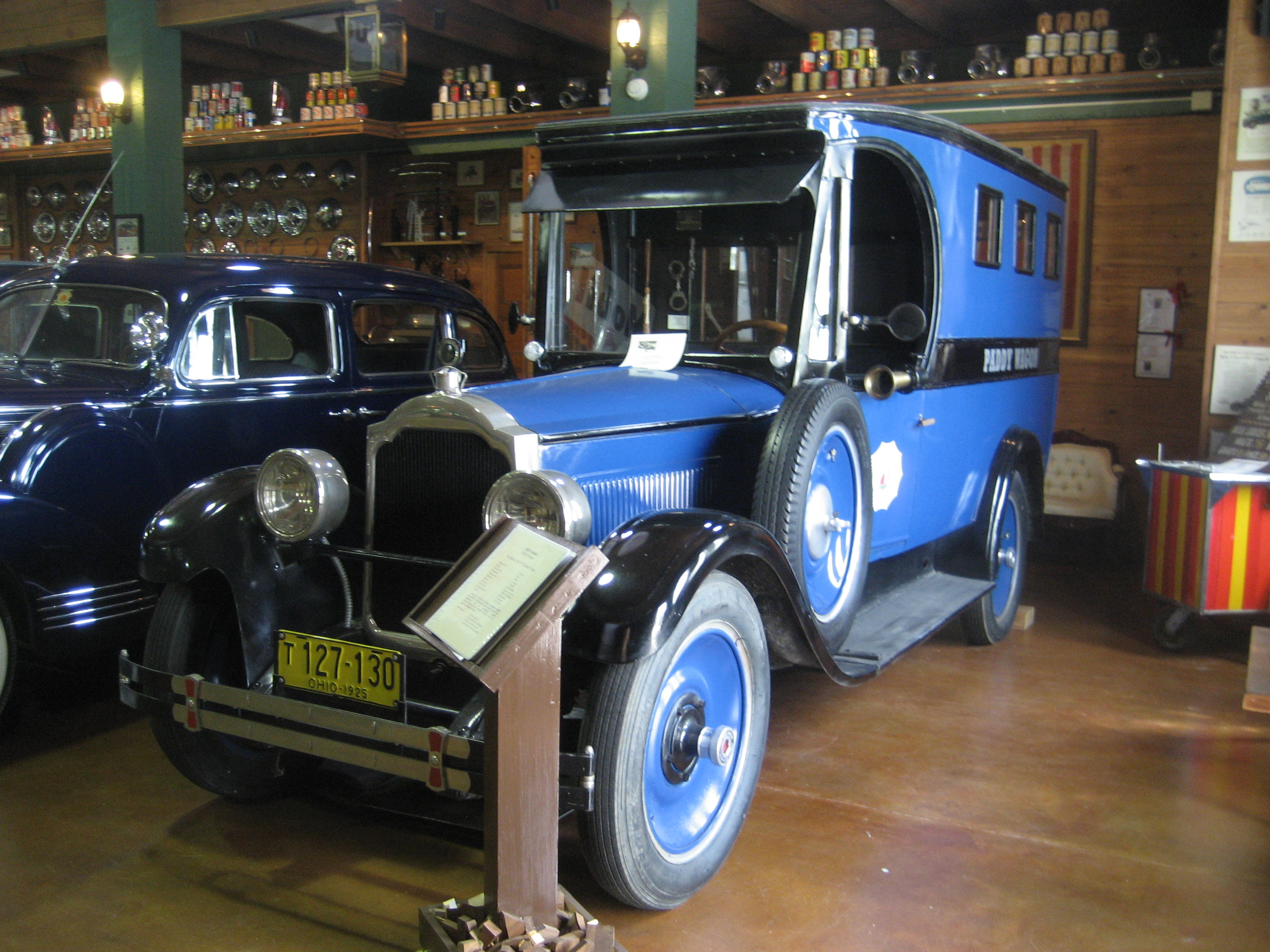
Packard Six 333 Truck (1925)

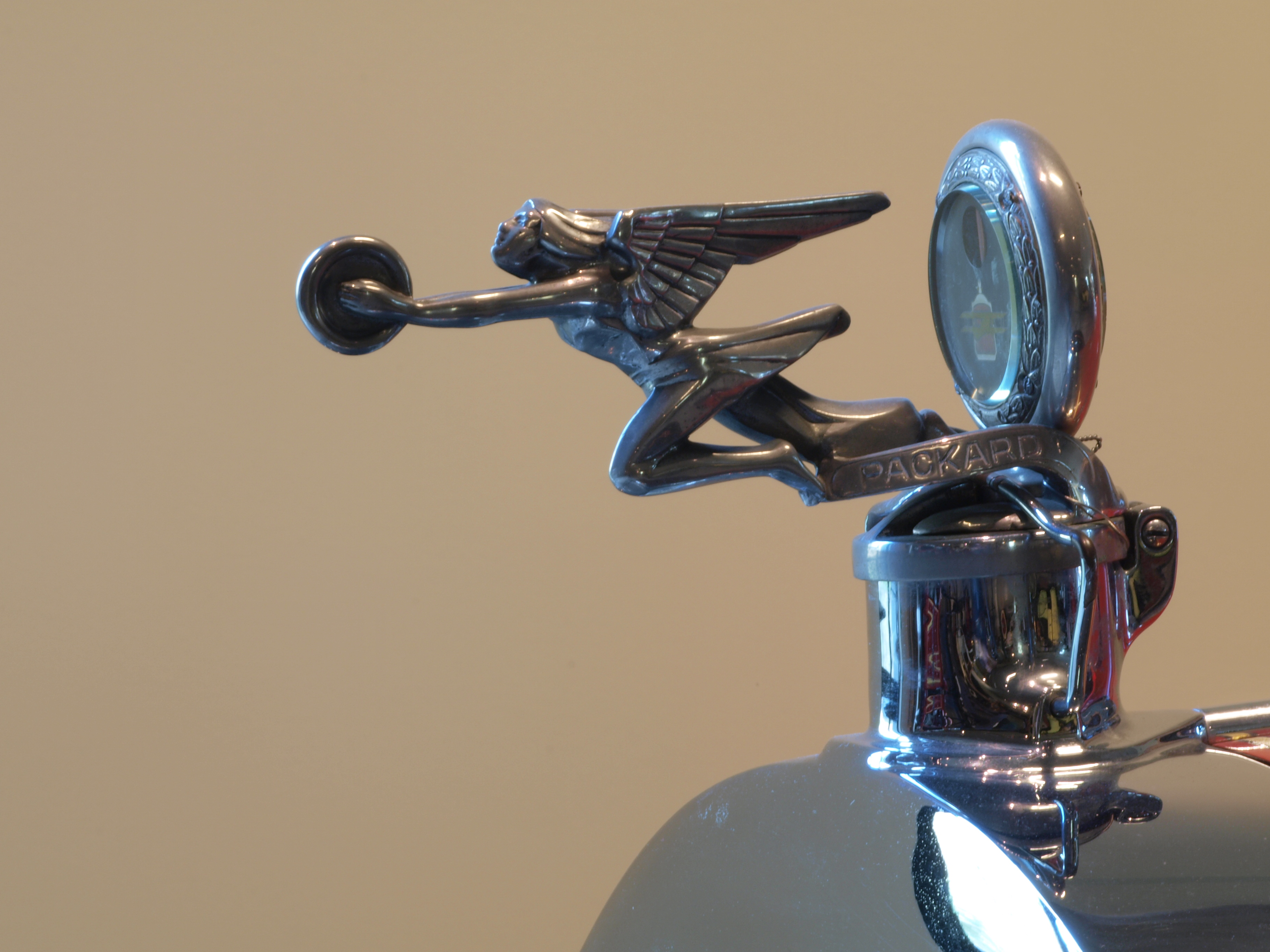
Bouchon de radiateur

- Série 1 (Single Six) : série 110, 116, 126, 133...
- Série 2 (six) : série 223, 226, 233...
- Série 3 (six) : série 326, 333...
- Série 4 (six) : série 426, 433...
- Série 5 (six) : série 526, 533...

### Packard Six (1937-1939)
Packard commercialise à nouveau ce modèle Six 6 cylindres en 1937, avec freins hydrauliques sur les quatre roues. Elle est vendue à 84 450 exemplaire en 3 ans.

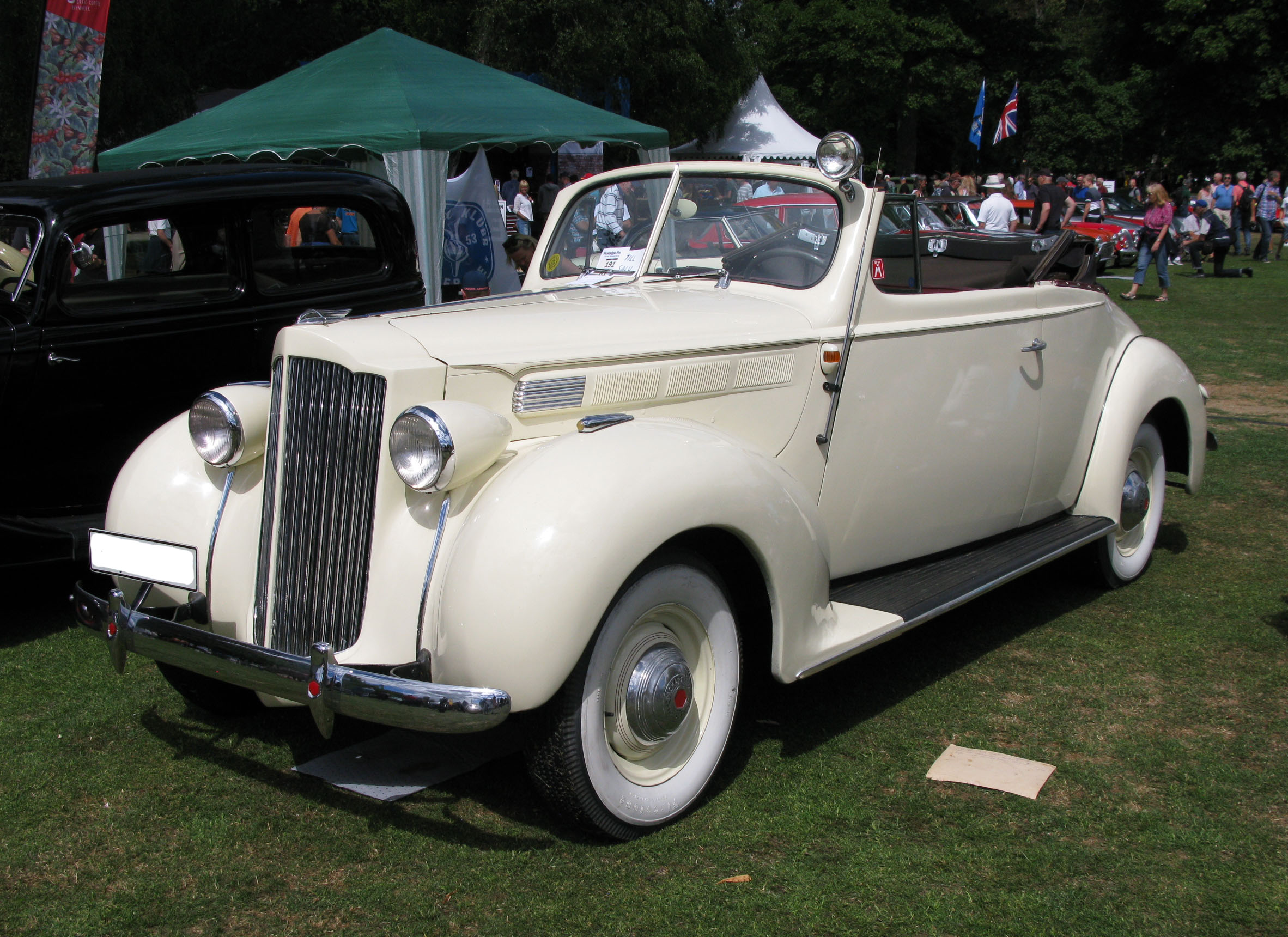
Packard Six coupé cabriolet (1938)
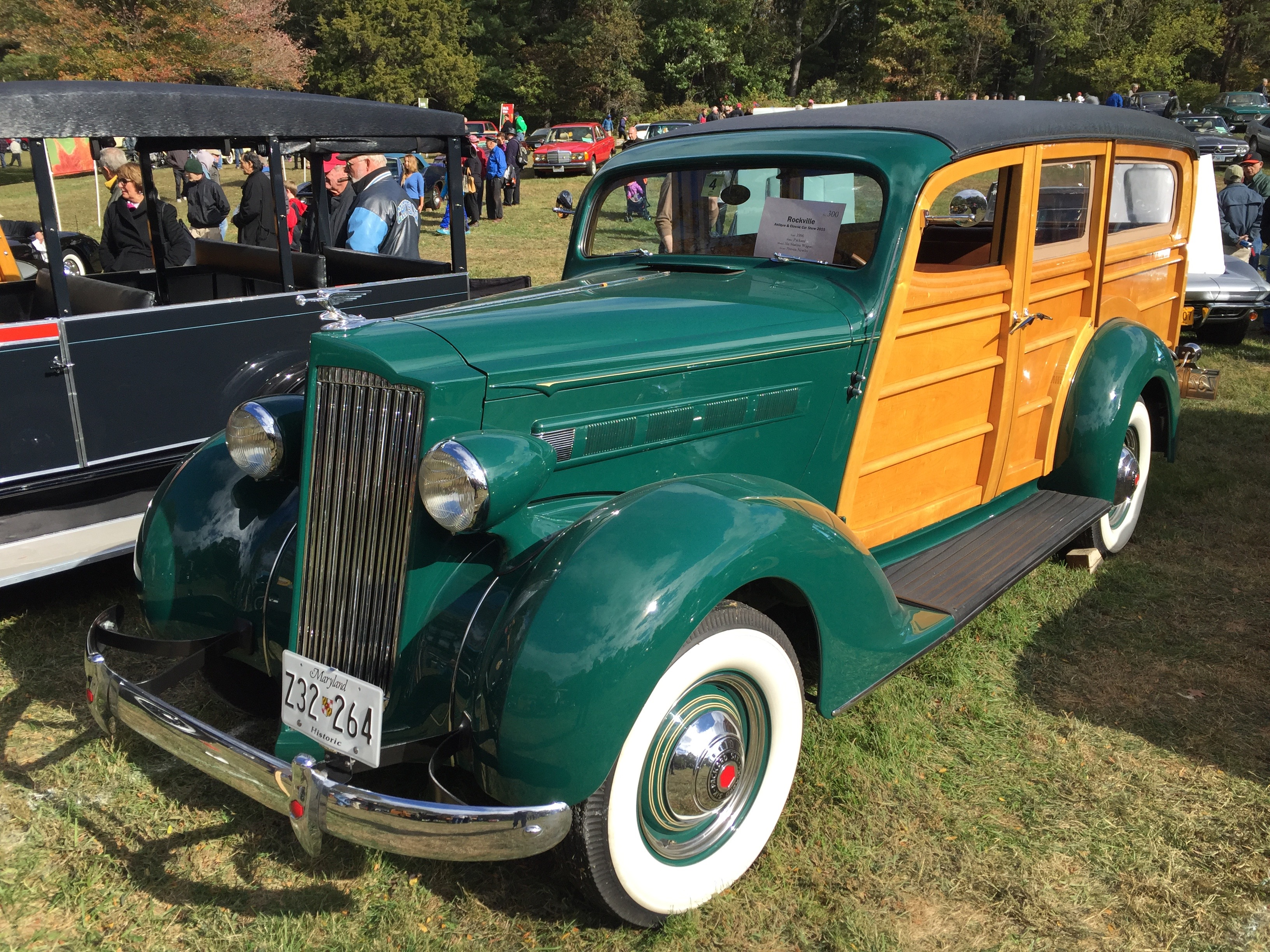
Packard Six 115C Woody (1937)
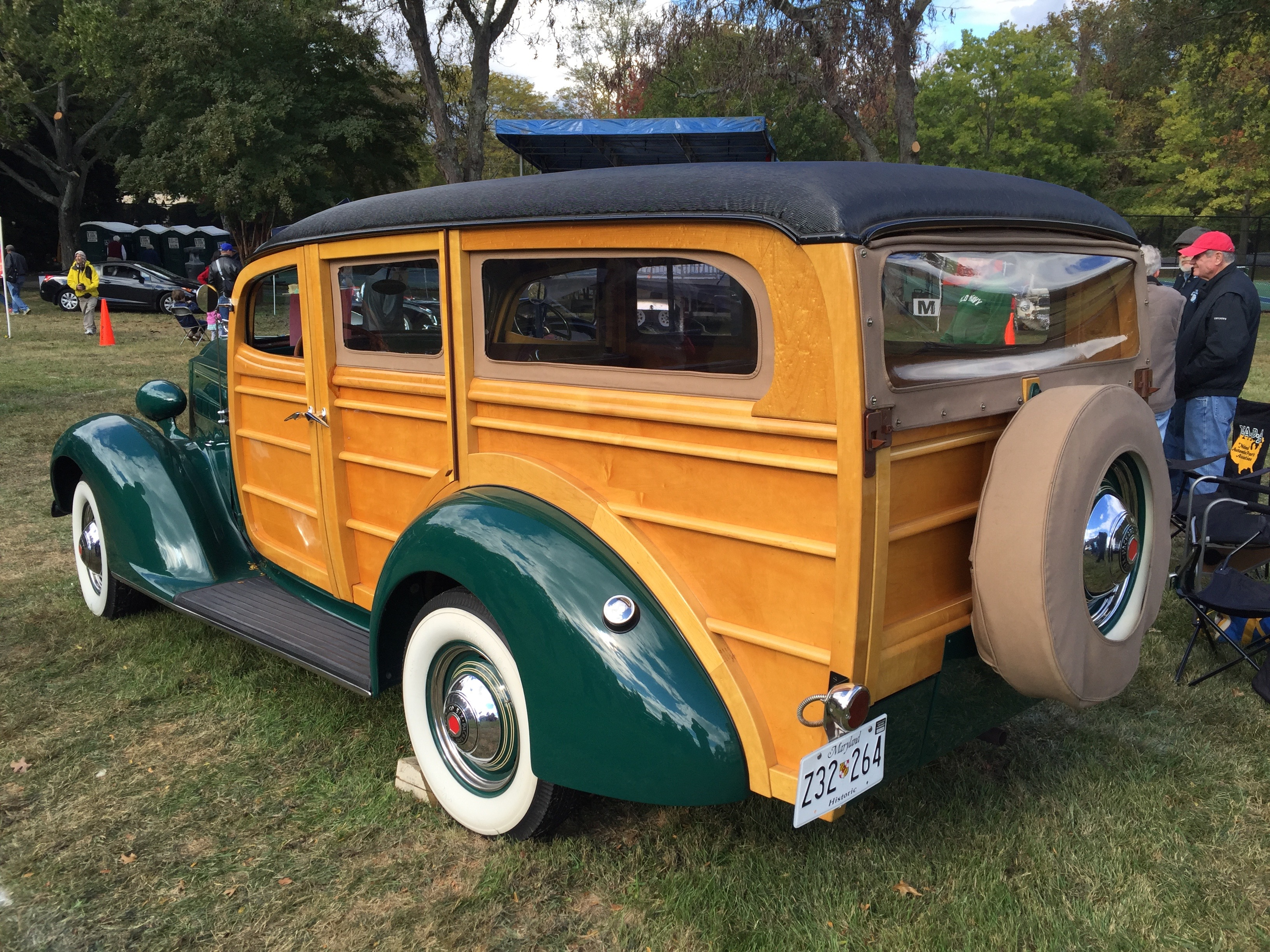
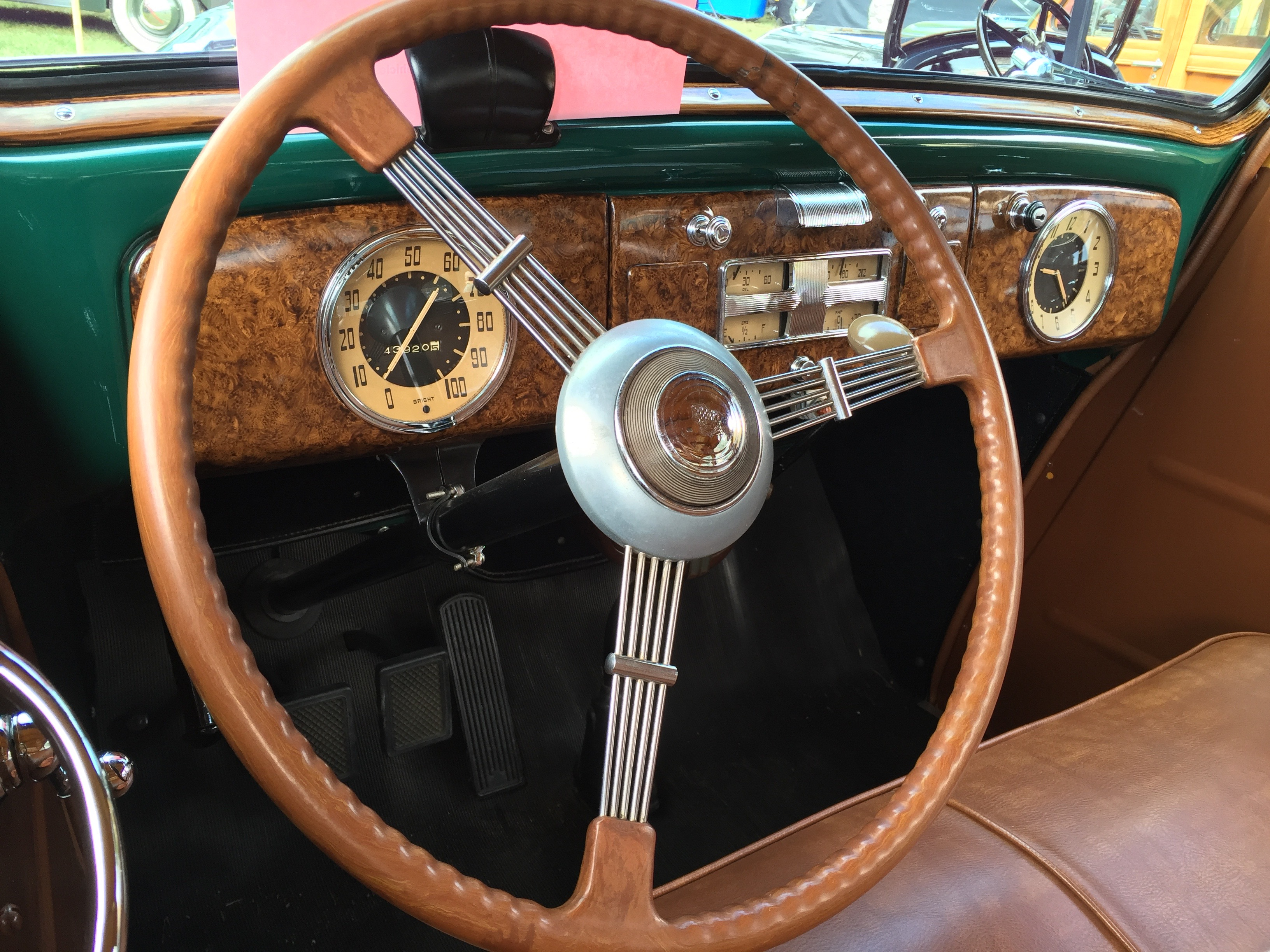

### Packard Six One-Ten (1941-1942)
Cet ultime modèle Packard Six (également nommé Packard 110, ou Packard One-Ten) est commercialisé de 1941 jusqu'en 1942 ou la production de véhicules civils est interdite aux États-Unis à la suite de la pénurie de matière première causée par l'effort de guerre de la Seconde Guerre mondiale.

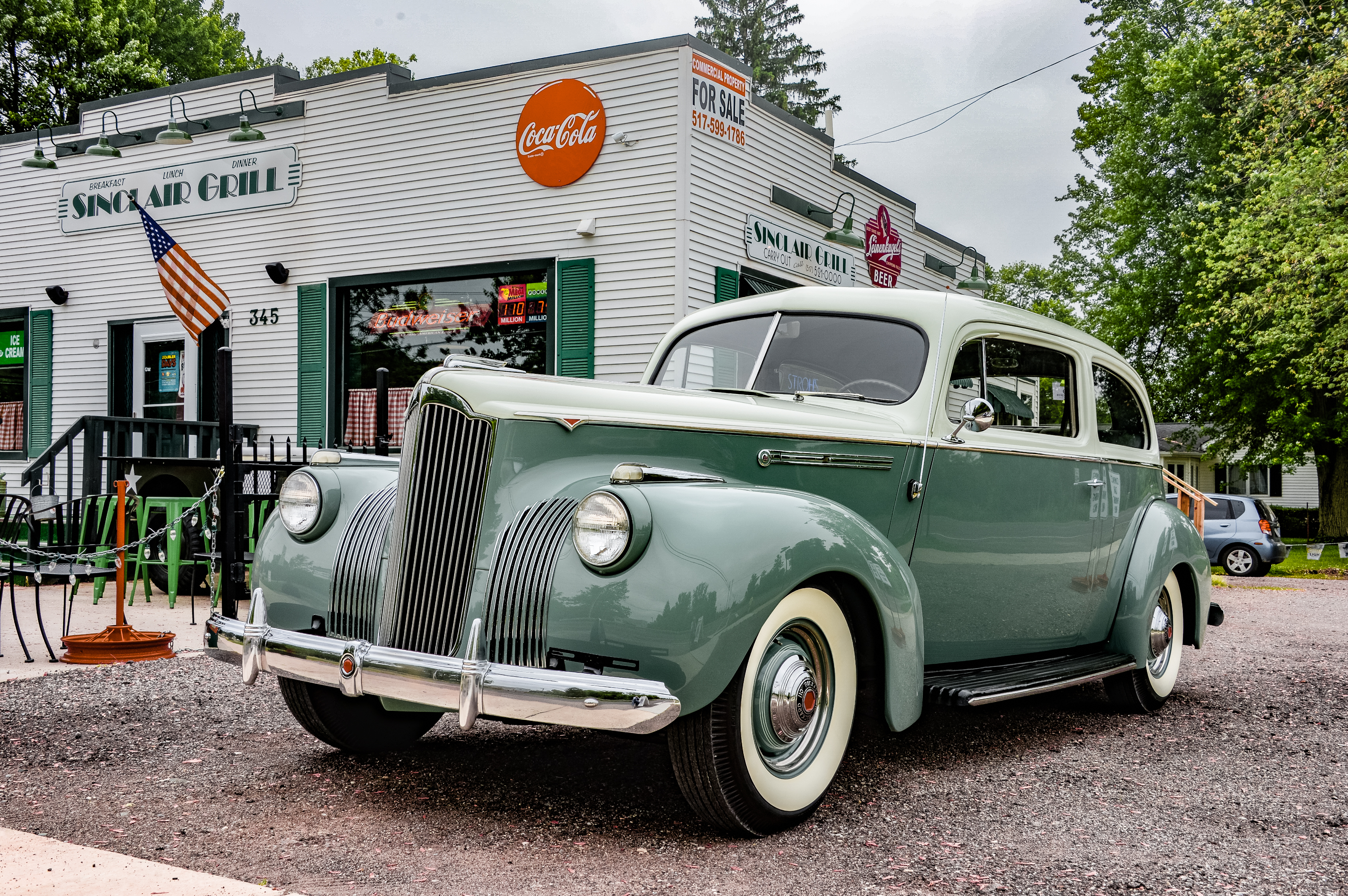
Packard 110 Touring Sedan (1941)
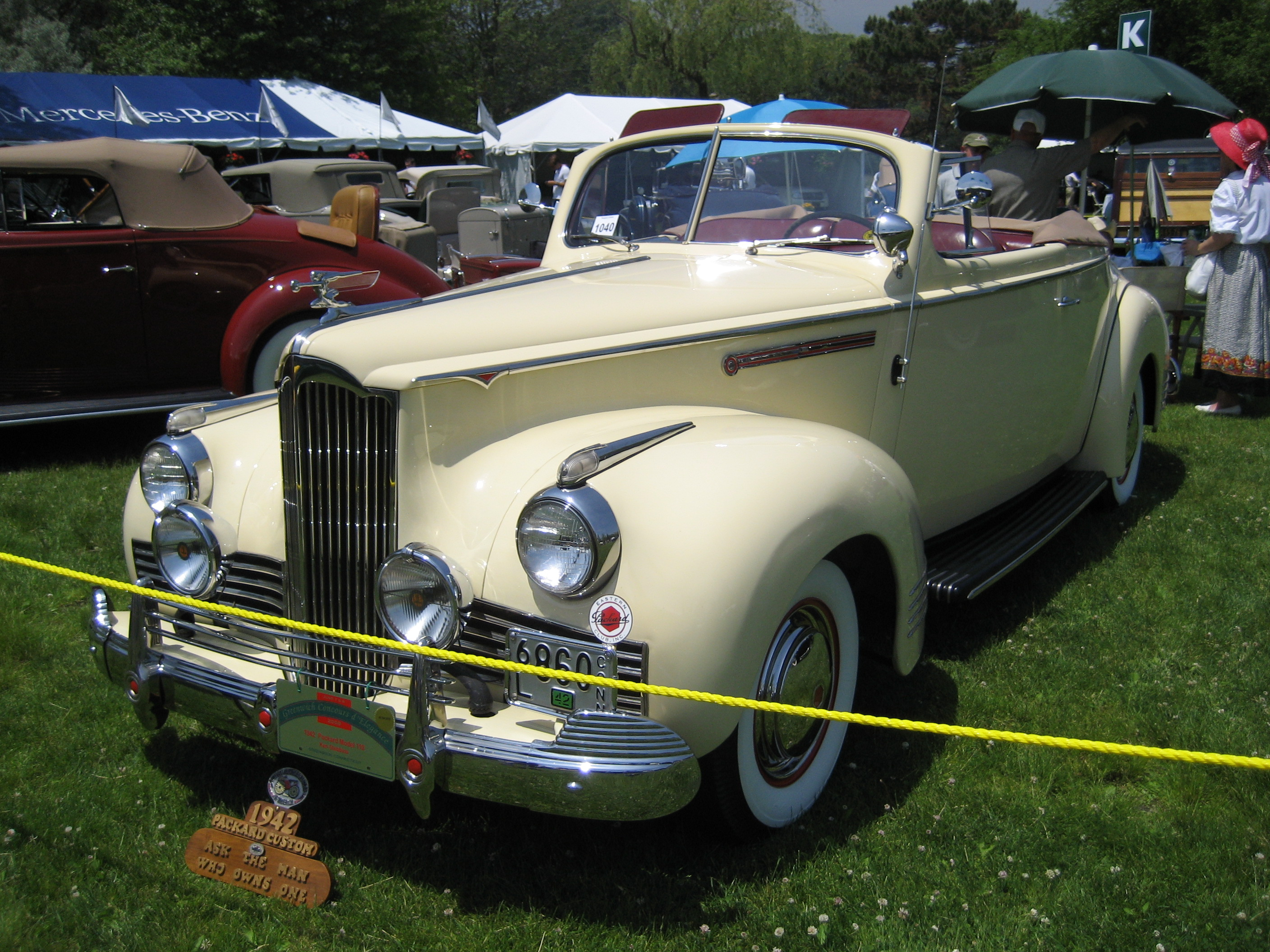
Packard Six 110 (1942)
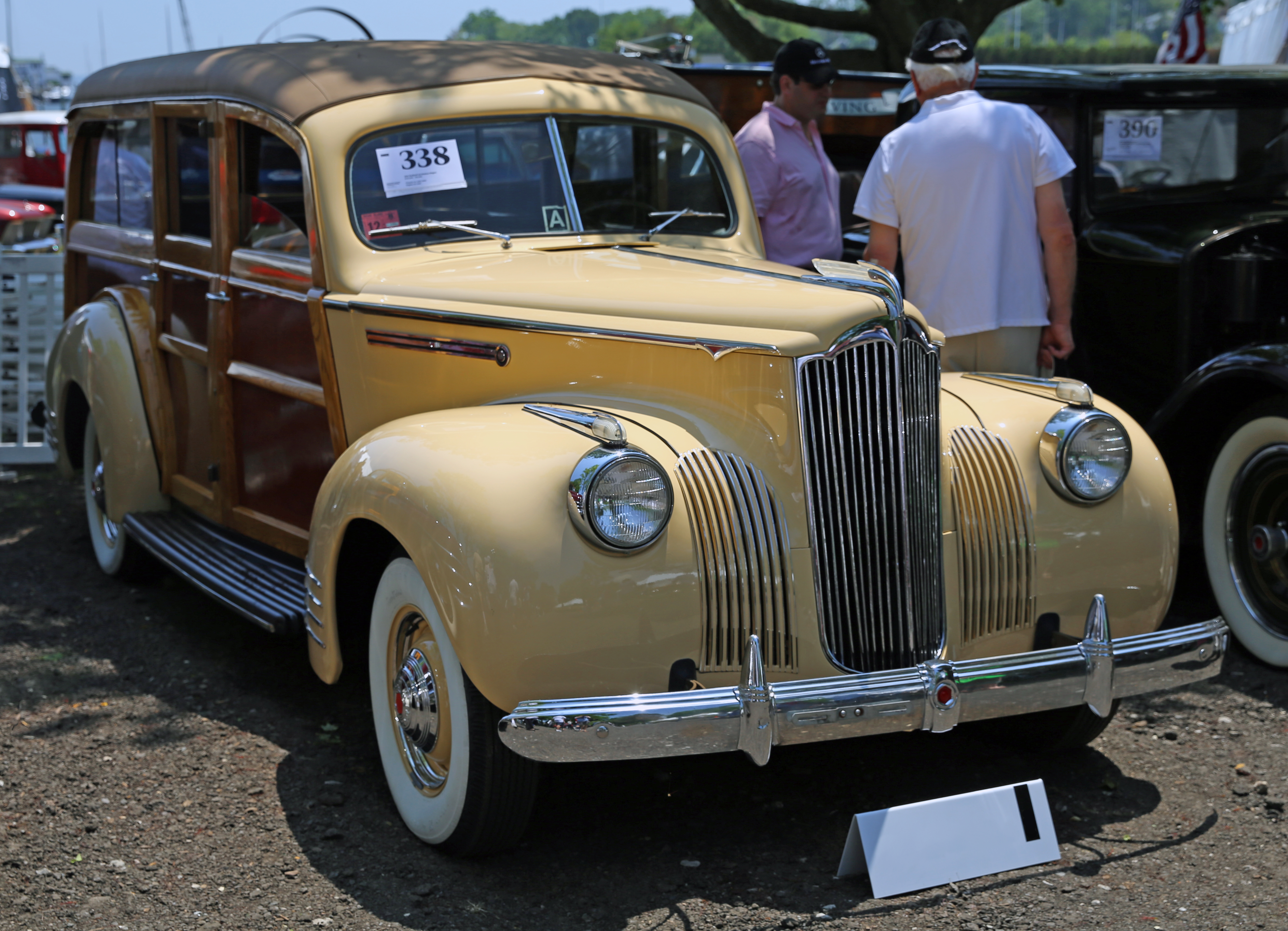
Packard Six 110 Deluxe Woody (1941)
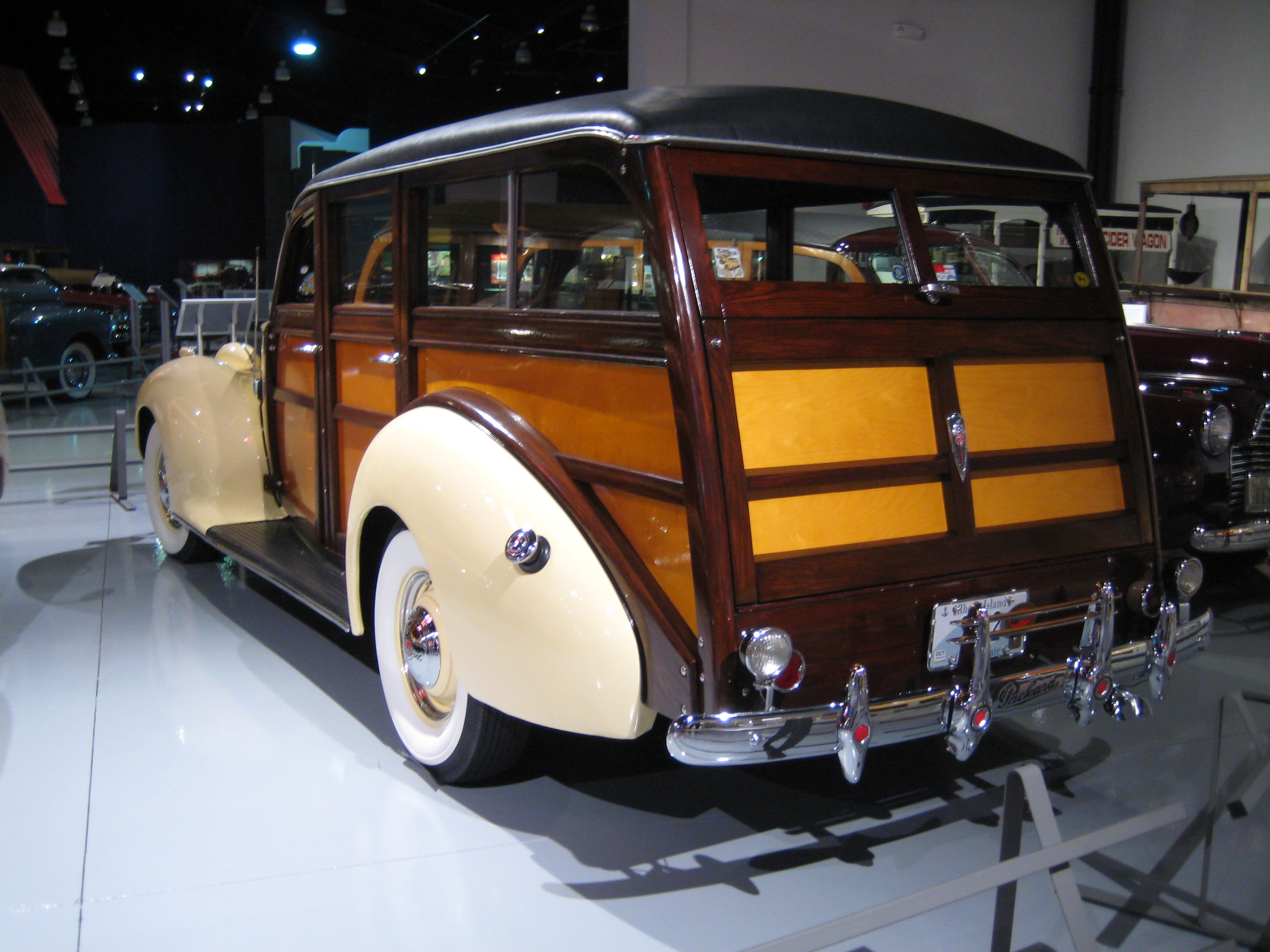
Packard Six 110 Deluxe Woody (1941)
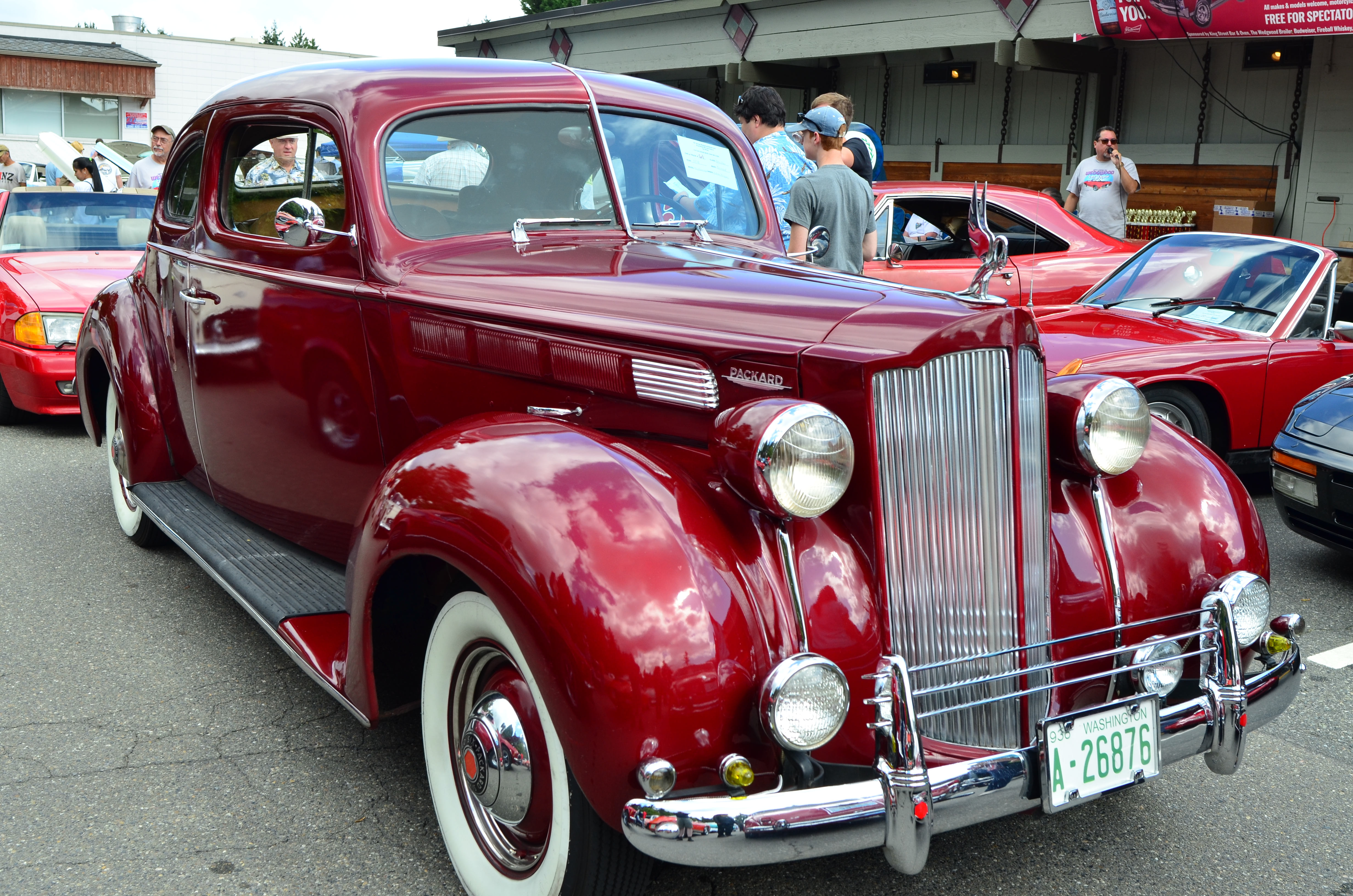
Packard Six Opera coupé (1938)